# 김종찬 (가수)
김종찬(1960년 4월 11일 ~ )은 대한민국의 가수 겸 종교인이다. 천주교 신자가 아님에도 1989년 1월 29일 세계 나병의 날을 맞아 '성 라자로마을'에서 역시 천주교 신자가 아니었던 국악인 신영희, 코미디언 엄영수, 김형곤 등과 함께 위문공연을 펼쳤다.

## 기본 정보
- 신체 : 177 cm, 65 kg
- 취미 : 골프, 수영
- 특기 : 승마, 자전거
- 이전 경력 : 1981년 서울 엔터프라이즈 가요제 우승
- 정식 데뷔 : 1986년 1집 《내 사랑아》

## 학력
- 서울명지초등학교 졸업
- 서울 배재중학교 졸업
- 서울 배재고등학교 졸업
- 경원대학교 행정학과 학사
- 경원대학교 대학원 행정학과 행정학 석사
- 총신대학교 선교대학원 신학석사
- 2009년 백석대학교 신학대학원 신학석사

## 앨범

### 대중가요
- 1집 《Dream Rain》(1986년)
- 2집 《김종찬 2집》(1988년)
- 3집 《김종찬 3집》(1989년)
- 4집 《느낌》(1991년)
- 5집 《산다는 것은》(1993년)

### CCM
- 1집 《또 하나의 열매를 바라시며》
- 2집 《간구》
- 3집 《해같이 빛나리》
- 3집 《오직 당신만을》
- 4집 《생명의 빛》
- 5집 《하나님의 사랑》

## 수상
- 1981년 서울엔터프라이즈 가요제 우승
- 1988년 일간스포츠 골든 디스크상 본상
- 1888년 MBC 가요대제전 신인상
- 1888년 MBC 가요대제전 10대 가수상
- 1988년 KBS 가요대상 올해의 가수상
- 2010년 제16회 대한민국 연예예술상 연예예술발전특별상

## 가요 프로그램 1위
| 연도            | 수상 내역 (총 3회) |
| --------------- | --- |
| 1988년 (총 2회) | - 사랑이 저만치 가네 (총 1회) - 7월 13일 KBS 《가요톱10》 1위 - 토요일은 밤이 좋아 (총 1회) - 11월 2일 KBS 《가요톱10》 1위 |
| 1989년 (총 1회) | - 당신도 울고 있네요 (총 1회) - 1월 18일 KBS 《가요톱10》 1위                                                               |

## 방송
- KBS2 정미정의 추억, 그리고 노래 스페셜 (2001)
- KBS2 도전! 주부가요스타 (2000)
- KBS1 열린음악회 (2000)

## CF
- 1988년 롯데제과 가나쵸코렛 - 달빛멜로디 (feat 오연수)
- 1989년 빙그레 허리케인 (feat 우희진)

1. ↑  정중헌 (1989년 1월 28일). “내일「세계나병의 날」…"사랑의 손길을" 연예인들 라자로마을 위로공연”. 조선일보. 2023년 6월 21일에 확인함.